# اکتور سیلوا
اکتور سیلوا (اسپانیایی: Héctor Silva‎; ۱ فوریهٔ ۱۹۴۰ – ۳۰ اوت ۲۰۱۵) بازیکن فوتبال اهل اروگوئه بود.
از باشگاه‌هایی که در آن بازی کرده‌است می‌توان به باشگاه ورزشی پورتوگیزا، باشگاه فوتبال دانوبیو، باشگاه فوتبال پالمیراس، باشگاه فوتبال ال‌دی‌یو کیتو، باشگاه فوتبال پنیارول، و باشگاه فوتبال سرو اشاره کرد.
وی همچنین در تیم ملی فوتبال اروگوئه بازی کرده‌است.